# Liste de personnalités figurant sur les timbres du Maroc
 (mai 2019).
Cette liste vise à énumérer les personnalités présentes sur les timbres du Protectorat du Maroc, du Royaume du Maroc, de la ville de Tanger occupée par des puissances étrangères et des bureaux de poste étrangers dans le Maroc colonisé.

## Protectorat du Maroc et Royaume du Maroc
Le Maroc est sous protectorat français de 1912 à 1956. Durant cette période, très peu de timbres représentent des personnalités. La première est Hubert Lyautey, maréchal de France, en 1935. Il est de nouveau représenté en 1946 et 1954. La seule autre personnalité figurant sur un timbre postal du protectorat du Maroc est Philippe Leclerc de Hauteclocque, en 1951.
À l'indépendance du pays, le premier timbre postal émis représente Mohammed V, le nouveau roi du Maroc, qui est ensuite représenté à de très nombreuses occasions durant son règne, avant que son fils, Hassan II, ne lui succède. À partir de 2010, sous le règne de Mohammed VI, de plus nombreux timbres sont émis avec des personnalités marocaines plus particulièrement.
- Abu Ali al-Hassan al-Yusi, écrivain (2013)
- Mohammed Belarbi Alaoui, homme politique (2011)
- Muhammad Ali Jinnah, homme politique (1977)
- Lalla Asmaa, princesse (1968)
- Ahmed Balafrej, homme politique (2015)
- Ibn Battûta, explorateur (1963, 1997, 2004)
- Mohammed ben Abdallah, sultan (2013)
- Mohamed Ben Ali R'bati, peintre (2013)
- Ismaïl ben Chérif, sultan (1963)
- Abderrahmane ben Hicham, sultan (1964, 1969, 1974)
- Moulay Abderrahmane Ben Zidane, historien (2011)
- Larbi Benbarek, footballeur (2015)
- Muhammad bin Abdul-Rahman, imam (1964)
- Abou Chouaïb Doukkali, résistant (2011)
- Abou El Kacem Zayani, historiographe (2013)
- Abdelkrim El Khatib, médecin (2015)
- Galilée, mathématicien (2009)
- Mohandas Karamchand Gandhi, militant (1969)
- Abdellah Guennoun, auteur (2011)
- Mouha Ou Hammou Zayani, militaire (2015)
- Hassan II, roi (1957, 1962, 1966, 1968-1976, 1979, 1981, 1983-1984, 1986-1989, 1991, 1993-2000, 2003, 2007)
- Al Idrissi, géographe (1963)
- Ibn Khaldoun, historien (1963, 2007)
- Robert Koch, médecin (1982)
- Philippe Leclerc de Hauteclocque, militaire (1951)
- Patrice Lumumba, homme politique (1962)
- Hubert Lyautey, militaire (1935, 1946, 1954)
- Lalla Amina du Maroc, princesse (1959)
- Meryem du Maroc, princesse (1968)
- Mohammed V, roi (1956-1960, 1962-1963, 1965-1966, 1969, 1975, 1981, 1983, 1987-1988, 1995, 1997-1998, 2003, 2005, 2007, 2013, 2015)
- Mohammed VI, roi (1968, 1993, 2000-2007, 2009-2011, 2013-2018)
- Mohammad Reza Pahlavi, monarque (1971)
- Ramsès II, pharaon (1966)
- Antoine de Saint-Exupéry, auteur (2000)
- Houcine Slaoui, chanteur (2013)
- Mohamed Mokhtar Soussi, homme politique (2011)
- Ahmed Tayeb Laâlej, dramaturge (2015)

## Cap Juby
Le cap Juby est un cap de la côte sud du Maroc, sur l'océan Atlantique. Situé au nord de Tarfaya, directement face aux Îles Canaries. C'est une zone semi-désertique aux portes du désert du Sahara. Il est occupé par l'Espagne jusqu'en 1960. Des timbres ont été émis, dont certains avec des personnalités, telles que :
- Alphonse XIII, roi (1916, 1919, 1921, 1925, 1929)
- La famille royale d'Espagne en 1926
- José de San Martín, militaire (1929)

## Ifni
La province d'Ifni était une ancienne province d'Espagne colonisée en 1934 et située dans le sud-ouest de l'actuel Maroc, sur la côte atlantique. Le territoire, dont la capitale était Sidi Ifni, a été décolonisé en 1969 pour être intégré à la région marocaine de Souss-Massa-Drâa. Cette province a émis des timbres, dont certains avec des personnalités, telles que :
- Juan de la Cierva y Codorníu, inventeur (1950)
- Ferdinand le Catholique, roi (1952)
- Cesáreo Fernández Duro, écrivain (1962)
- Francisco Franco, homme politique (1941-1942, 1948-1951, 1961)
- Alonso Jofre Tenorio, amiral (1962)

## Tétouan
La ville de Tétouan est une ville du Maroc, située dans le nord du pays, dans le Rif occidental. Tétouan devient la capitale du protectorat espagnol au Maroc et le siège du khalifa (représentant du sultan de l'Empire chérifien auprès du haut-commissaire qui est l'équivalent espagnol du résident général de la zone française) jusqu'à l'indépendance en 1956. Avant cela, la ville était sous occupation espagnole, et va émettre quelques timbres en 1908 dont certains avec :
- Alphonse XIII, roi (1908)

## Maroc du Nord
Cela représente une zone du Protectorat espagnol du Maroc qui deviendra indépendant en 1956. Des timbres étant encore en stock, ils seront utilisés par le Royaume du Maroc après 1956.
- Hassan II, roi (1957)
- Mohammed V, roi (1956, 1957)

## Maroc espagnol
Cela concerne les timbres émis dans le protectorat espagnol en zone Nord et Sud par le Royaume d'Espagne.
- Alphonse XIII, roi (1914, 1916-1926, 1929)
- José de San Martín, militaire (1929)
- Mohammed V, roi (1949, 1955)

## Occupation britannique de Tanger

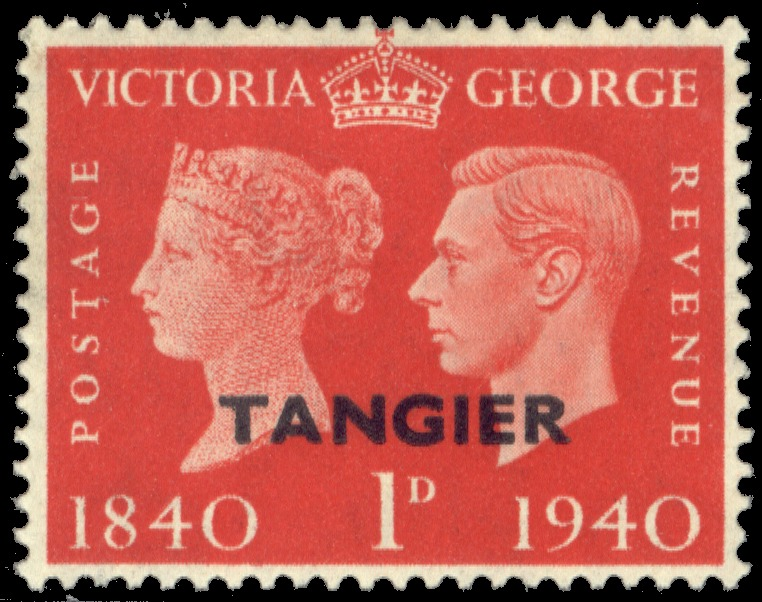
Victoria et George VI sur un timbre de Tanger durant l'occupation britannique, 1940.

- Elizabeth Bowes-Lyon, reine consort (1937, 1948)
- Élisabeth II, reine (1952-1957)
- Édouard VIII, roi (1936)
- George V, roi (1927, 1935)
- George VI, roi (1937, 1940, 1945-1946, 1948-1951)
- Victoria, reine (1940)

## Occupation espagnole de Tanger
- Alphonse XIII, roi (1909-1914, 1921, 1923-1934)
- Famille royale d'Espagne (1926)
- Emilio Castelar y Ripoll, homme d'Etat (1933-1934)
- Joaquín Costa, homme politique (1933)
- Pablo Iglesias Posse, homme politique (1933)
- Gaspar Melchor de Jovellanos, homme d'Etat (1934)
- Francisco Pi i Margall, homme d'Etat (1933)
- Manuel Ruiz Zorrilla, homme d'Etat (1933-1934)
- Nicolás Salmerón, homme d'Etat (1933-1934)
- José de San Martín, militaire (1929)

## Poste allemande au Maroc
- Guillaume II, empereur (1905-1906, 1911)

## Poste britannique au Maroc

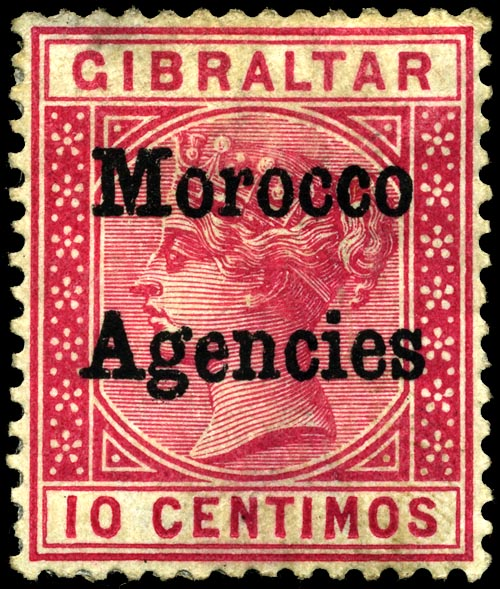
Victoria sur un timbre de la poste britannique au Maroc de 1898.

- Elizabeth Bowes-Lyon, reine consort (1937, 1948)
- Élisabeth II, reine (1952-1955)
- Édouard VIII, roi (1936-1937)
- George V, roi (1903, 1905-1937)
- George VI, roi (1937, 1940, 1948-1949, 1951)
- Victoria, reine (1898-1899, 1940)

## Afrique occidentale espagnole
- Isabelle la Catholique, reine (1949)
- Francisco Franco, homme d'État (1950-1951)

## Sources
- Catalogue de timbres en ligne